# Xyloolaena
Xyloolaena es un género de árboles de la familia Sarcolaenaceae.  El género tiene seis especies nativas de  Madagascar.

## Especies
- Xyloolaena humbertii Cavaco
- Xyloolaena linearifolia Cavaco
- Xyloolaena perrieri F.Gérard
- Xyloolaena richardii (Baill.) Baill.
- Xyloolaena sambiranensis Lowry & G.E.Schatz
- Xyloolaena speciosa Lowry & G.E.Schatz